# Pogranitschny (Primorje)
Pogranitschny (russisch Пограни́чный) ist eine Siedlung städtischen Typs in der Region Primorje (Russland) mit 9902 Einwohnern (Stand 1. Oktober 2021).

## Geographie
Die Siedlung liegt knapp 150 km nordnordwestlich der Regionshauptstadt Wladiwostok am Rand des sich entlang der 10 km entfernten Grenze zur Volksrepublik China erstreckenden Mittelgebirges, dessen bewaldeter Kamm westlich der Siedlung mit dem Berg Tamoschennaja (Zollberg) eine Höhe von gut 700 m erreicht, am Oberlauf des Flüsschens Nesterowka (früher Tachejasch) im Einzugsbereich des Chankasees.
Pogranitschny ist Verwaltungszentrum des gleichnamigen Rajons Pogranitschny.

## Geschichte
Die Geschichte des Ortes beginnt mit dem Bau der Chinesischen Osteisenbahn ab 1898, die als letztes Teilstück der ursprünglichen Streckenführung der Transsibirischen Eisenbahn Transbaikalien über das Territorium des damaligen Kaiserreiches China (Mandschurei) mit der Primorje-Region verband, wo sie in Nikolsk Anschluss an die bereits zuvor fertiggestellte Ussuri-Eisenbahn Wladiwostok–Chabarowsk erhielt. An der Stelle der heutigen Siedlung entstanden die erste größere Bahnstation im Streckenverlauf auf russischem Gebiet östlich der Mandschurei sowie 1908 eine Kosakenstaniza, die nach dem Generalgouverneur des Amurgebietes Nikolai Grodekow die Namen Grodekowo bzw. Grodekowskaja erhielten.
Nach der Oktoberrevolution 1917 und im folgenden Bürgerkrieg befanden sich Bahnstation und Ort mehrfach wechselnd in der Hand „roter“ und „weißer“ Truppen oder Partisanen. So befand sich dort von 1920 bis Juli 1921 das Hauptquartier der weißen Einheiten der Ussurikosaken unter General (Ataman) Ju. Sawizki, die gegen den kommunistischen Pufferstaat Fernöstliche Republik kämpften.
Im Rahmen einer Verwaltungsreform wurde Grodekowo am 4. Januar 1926 Verwaltungszentrum eines Rajons. 1936 erhielt der Ort den Status einer Siedlung städtischen Typs und 1958 den heutigen Namen (etwa Grenzsiedlung, von russisch graniza für Grenze).

### Bevölkerungsentwicklung
| Jahr | Einwohner |
| ---- | --------- |
| 1903 | 754       |
| 1914 | 1.613     |
| 1939 | 5.932     |
| 1959 | 11.024    |
| 1970 | 9.752     |
| 1979 | 10.098    |
| 1989 | 11.333    |
| 2002 | 12.221    |
| 2010 | 10.280    |
| 2021 | 9.902     |

Anmerkung: ab 1939 Volkszählungsdaten

## Wirtschaft und Infrastruktur
In Pogranitschny als Zentrum eines Landwirtschaftsgebietes überwiegen Betriebe der Lebensmittelindustrie.
Obwohl die Hauptstrecke der Transsibirischen Eisenbahn bereits seit dem Ersten Weltkrieg auf russischem Territorium die Mandschurei nördlich umgeht, spielt die Strecke über Pogranitschnaja nach China wieder eine bedeutende Rolle. Beim Ort befindet sich die Station Grodekowo (Streckenkilometer 97 ab Ussurijsk) und einige Kilometer südöstlich der Güterbahnhof Grodekowo II (km 90).
Über Pogranitschny führt auch die Regionalstraße  05A-215 von Ussurijsk an der Fernstraße A370 Ussuri Chabarowsk–Wladiwostok zur chinesischen Grenze; von dort weiter über das wenige Kilometer weiter gelegene Suifenhe in Richtung Harbin. Die Grenzbahnhöfe und der Straßengrenzübergang sind ebenfalls bedeutende Wirtschaftsfaktoren.

## Persönlichkeiten
- Leonid Jarmolnik (* 1954 in Grodekowo), Theater- und Filmschauspieler
- Arseni Nesmelow (eigentlich Arseni Mitropolski; 1889–1945), Schriftsteller und Journalist der „weißen“ russischen Emigration; starb in Grodekowo